# Almalique
Almalique (em usbeque: Olmaliq; em russo: Алмалык; romaniz.: Almalyk) é uma cidade do Usbequistão na província de Tasquente. Tem 29,2 quilômetros quadrados e em 2020 tinha 131 111 habitantes. Foi desenvolvida pela União Soviética na década de 1930 explorando cobre, prata, ouro e zinco.